# Bamã
Vohu Mana (em avéstico: 𐬬𐬊𐬵𐬎 𐬨𐬀𐬥𐬀𐬵 vohu manah; Vohu significa bom, e Manah, cognato do sânscrito mánas e PIE *ménos, relacionado a mente), ou modernamente em novo persa Bamã (em persa: بهمن; romaniz.: Bahman; em persa médio: 𐭥𐭤𐭥𐭬𐭭; romaniz.: Wahman ou Vohuman) era personificação e deificação da noção de Boa Mente, Bom Pensamento ou Bom Propósito. É uma dos seres divinos a quem o nome Amesa Espenta (Aməša Spenta) é dada após os Gatas do Avestá. Em vários contextos não é certo se o avéstico Vohu Manah (pensamento bom) ou Vaista Mana (pensamento melhor) significa a ideia abstrata ou o ser divino. O termo significa literalmente o bom estado moral da mente de uma pessoa que, por si só, permite que desempenhe seus deveres, seja a adoração de Aúra-Masda ou o cuidado das vacas.
 

Citações nos textos avésticos antigos e Gatas o associam a Aúra-Masda, como por exemplo no Iasna 31: 
"Aqueles reinos que o Bom Pensamento possuirá são por Ti exaltados, Ó Mazda, através do Espírito, Ó Ahura, que é sempre o mesmo.
Reconheço-Te, Ó Mazda, em meu pensamento, que Tu és o Primeiro e o Último - que Tu és o Pai de Vohu Mana; - quando eu apreendo-Te com meu olho, que és o verdadeiro Criador de Asha (Retidão, Ordem ou Verdade), e és o Senhor para julgar as ações da vida.”
O xá aquemênida Artaxerxes II (como é traduzido em grego) tinha "Vohu Mana" como a segunda parte do nome do seu trono, que quando "traduzido" para o grego apareceu como "Mnemon". O Bahman novo persa continua sendo um teofórico na tradição iraniana e zoroastriana.